# Kristalografska točkovna skupina
Kristalografska točkovna skupina je niz simetrijskih operacij, na primer rotacij in zrcaljenj, v katerih ostane pri premiku vsakega atoma kristala na položaj drugega istovrstnega atoma točka, okoli katere poteče operacija, fiksna. To pomeni, da bi neskončen kristal pred operacijo in po operaciji v svoji točkovni skupini izgledal popolnoma enako. V klasifikaciji kristalov vsaka točkovna skupina ustreza kristalnemu razredu. 
Število točkovnih skupin v treh razsežnostih je teoretično neomejeno, v kristalografiji pa je njihovo število omejeno na 32, ker morajo biti združljive z diskretno translacijsko simetrijo kristalne mreže. 32 točkovnih skupin je leta 1830 odkril Johann Friedrich Christian Hessel z opazovanjem zunanjih oblik kristalov.  
Točkovna skupina kristala med drugim določa tudi nekatere njegove optične lastnosti, na primer dvolomnost in Pockelsov efekt.

## Označevanje
Točkovne skupine so opisane s komponentami njihovih simetrij. Na razpolago je nekaj standardiziranih načinov označevanja, ki jih uporabljajo kristalografi, mineralogi in fiziki.

### Schönfliesova notacija
V Schönfliesovi notaciji so točkovne skupine označene s črkami in indeksi. Simboli, ki se uporabljajo v kristalografiji, imajo naslednje pomene:
- Črka O (oktaeder) pomeni, da ima skupina simetrijo oktaedra (ali kocke) z inverznimi osmi simetrije (Oh) ali brez njih (O).
- Črka T (tetraeder) označuje skupino, ki ima simetrijo tetraedra. Td vključuje inverzne osi, T jih izključuje, Th pa predstavlja T s centrom simetrije.
- Cn (cikličen) označuje skupino z n-števno osjo simetrije. Cnh je Cn z ravnino simetrije, pravokotno na os simetrije. Cnv je Cn z ravninami simetrije, vzporednimi z osjo simetrije.
- Sn (iz nemškega Spiegl, zrcalo) označuje skupino, ki ima samo n-števno os simetrije in nanjo pravokotno ravnino simetrije.
- Dn (dvoštevno) označuje skupino z n-števno osjo simetrije in dvoštevnimi osmi, pravokotnimi nanjo. Dnh ima tudi ravnino simetrije, pravokotno na n-števno os. Dnv ima poleg elementov Dn še ravnine simetrije, vzporedne z n-števno osjo.[1]

V dvorazsežnem in trorazsežnem prostoru je n zaradi kristalografskega restrikcijskega teorema omejen na vrednosti 1, 2, 3, 4 ali 6.
| n   | 1       | 2   | 3      | 4   | 6   |
| --- | ------- | --- | ------ | --- | --- |
| Cn  | C1      | C2  | C3     | C4  | C6  |
| Cnv | C1v=C1h | C2v | C3v    | C4v | C6v |
| Cnh | C1h     | C2h | C3h    | C4h | C6h |
| Dn  | D1=C2   | D2  | D3     | D4  | D6  |
| Dnh | D1h=C2v | D2h | D3h    | D4h | D6h |
| Dnd | D1d=C2h | D2d | D3d    | D4d | D6d |
| Sn  | S1=C1h  | S2  | S3=C3h | S4  | S6  |

Skupini D4d in D6d sta nedopustni, ker vsebujeta nepravi rotaciji z n=8 oziroma 12. 27 točkovnih skupin iz zgornje preglednice ter T, Td, Th, O in Oh da skupno 32 kristalografskih točkovnih skupin.

### Hermann-Mauguinova notacija
Za opis kristalografskih točkovnih skupin se občajno uporablja skrajšana oblika Hermann-Mauguinovega zapisa, v katerem imajo skupine naslednje oznake:
- 1, 1
- 2, m, 2⁄m
- 222, mm2, mmm
- 4,4, 4⁄m, 422, 4mm, 42m, 4⁄mmm
- 3, 3, 32, 3m, 3m
- 6, 6, 6⁄m, 622, 6mm, 62m, 6⁄mmm
- 23, m3, 432, 43m, m3m

### Notacija orbifold
V geometriji je notacija orbifold sistem, ki ga je populariziral John Horton Conway za opis simetrijskih grup v dvorazsežnih prostorih s konstantno ukrivljenostjo. Notacija ima to prednost, da opiše grupe na način, ki prikaže mnogo lastnosti grupe, še posebno orbifold, ki je kvocient evklidskega prostora in opazovane grupe.
Z notacijo orbifold se lahko prikaže tudi ravninske in linearne simetrijske grupe na evklidski ravnini (E2), grupe na sferi (S2) in njihove analoge na hiperbolični ravnini (H2).
Ekvivalentne oznake vseh treh notacij in imena kristalografskih točkovnih skupin so prikazane v naslednji preglednici:
| Hermann-Mauguin | Schoenflies | Orbifold | Ime                         |
| --------------- | ----------- | -------- | --------------------------- |
| 1               | C1          | 11       | hemipinakoidna              |
| 2               | C2          | 22       | hemiprizmatska osna         |
| 222             | D2          | 222      | rombosfenoedrična           |
| 4               | C4          | 44       | tetragonalna piramidna      |
| 3               | C3          | 33       | trigonalna piramidna        |
| 6               | C6          | 66       | heksagonalna piramidna      |
| 23              | T           | 332      | tetartoedrična              |
| 1               | S2          | 1x       | pinakoidna                  |
| m               | C1h         | 1*       | hemiprizmatska brezosna     |
| mm2             | C2v         | *22      | rombopiramidna              |
| 2               | S4          | 2x       | tetragonalna sfenoedrična   |
| 3               | S6          | 3x       | romboedrična                |
| 6               | C3h         | 3*       | trigonalna bipiramidna      |
| m3              | Th          | 3*2      | didodekaedrična             |
| 2/m             | C2h         | 2*       | prizmatska                  |
| mmm             | D2h         | *222     | rombobipiramidna            |
| 4/m             | C4h         | 4*       | tetragonalna bipiramidna    |
| 32              | D3          | 223      | trigonalna trapezoerdična   |
| 6/m             | C6h         | 6*       | heksagonalna bipiramidna    |
| 432             | O           | 432      | gigoedrična                 |
| 422             | D4          | 224      | tetragonalna trapezoedrična |
| 3m              | C3v         | *33      | ditrigonalna piramidna      |
| 622             | D6          | 226      | heksagonalna trapezoedrična |
| 43m             | Td          | *332     | heksakistetraedrična        |
| 4mm             | C4v         | *44      | ditetragonalna piramidna    |
| 3m              | D3d         | 2*3      | ditrigonalna skalenoedrična |
| 6mm             | C6v         | *66      | diheksagonalna piramidna    |
| m3m             | Oh          | *432     | heksakisoktaedrična         |
| 42m             | D2d         | 2*2      | tetragonalna skalenoedrična |
| 62m             | D3h         | *223     | titrigonalna bipiramidna    |
| 4/m mm          | D4h         | *224     | ditetragonalna bipiramidna  |
| 6/m mm          | D6h         | *226     | diheksagonalna bipiramidna  |